# Trenčianske Teplice
Trenčianske Teplice (in tedesco Trentschinteplitz, in ungherese Trencsénteplic) è una città della Slovacchia facente parte del distretto di Trenčín, nella regione omonima. È una cittadina termale, situata nella valle del fiume Teplička, ai piedi delle montagne Strážovské vrchy.

## Caratteri
La città è conosciuta per le sue terme sulfuree. Costituisce un centro di svago e di turismo ed è anche sede di vari eventi culturali, come il Festival Estivo della Musica. Le terme prevedono anche il trattamento per i reumatismi e per i disordini post-traumatici.

## Storia
La città è sede delle terme dal XIV secolo. Dal XVI secolo le sorgenti termali erano conosciute in tutta Europa ed erano riconosciute come le più importanti del Regno d'Ungheria. Erano possedute dagli Illésházy, una famiglia aristocratica dell'Ungheria, dal 1582 in avanti. Nel 1835 furono acquistate dal finanziere viennese Jozef Sina, che fece molto per sviluppare la zona. Le terme furono nazionalizzate dopo la Seconda guerra mondiale.

## Curiosità
Tra il 1886 e il 1888 fu costruita una centrale idroelettrica (in corrente alternata a 5250 V) che riuscì a sopperire al fabbisogno di elettricità delle strade della città e dei comuni vicini.
La centrale servì anche alla trazione di una ferrovia elettrica aperta il 29 luglio 1909, lunga 5,9 km che collega Trenčianske Teplice con la stazione di Trenčianska Teplá. La ferrovia è tuttora in servizio.